# إيرين فيشر
إيرين فيشر (بالإنجليزية: Irene Fischer)‏ هي جيوديسية ورياضياتية وجغرافية أمريكية، ولدت في 27 يوليو 1907 في فيينا في النمسا، وتوفيت في 22 أكتوبر 2009 في بوسطن في الولايات المتحدة.